# Wëllem IV của Luxembourg
William IV (ngày 22 tháng 4 năm 1852 - ngày 25 tháng 2 năm 1912) trị vì Luxembourg với vị trí Đại Công tước từ 17 tháng 11 năm 1905 cho đến khi ông qua đời. Ông kế vị cha mình, Adolphe của Luxembourg. Ông còn nắm giữ tước hiệu Công tước xứ Nassau.
William IV là một tín đồ Tin Lành, tôn giáo của Nhà Nassau. Ông kết hôn với Công chúa Marie Anne của Bồ Đào Nha, kể từ đó William IV và tất cả các Đại công tước Luxembourg trở thành những con chiên của Công giáo.

## Liên kết
- Grand-Ducal House of Luxembourg